# Historia del manga

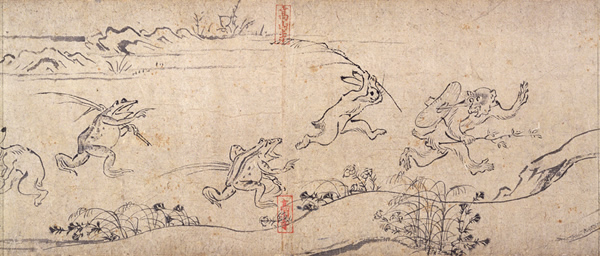
Chōjū-giga, tradicionalmente atribuido al monje-artista Kakuyū (Toba Sōjo)

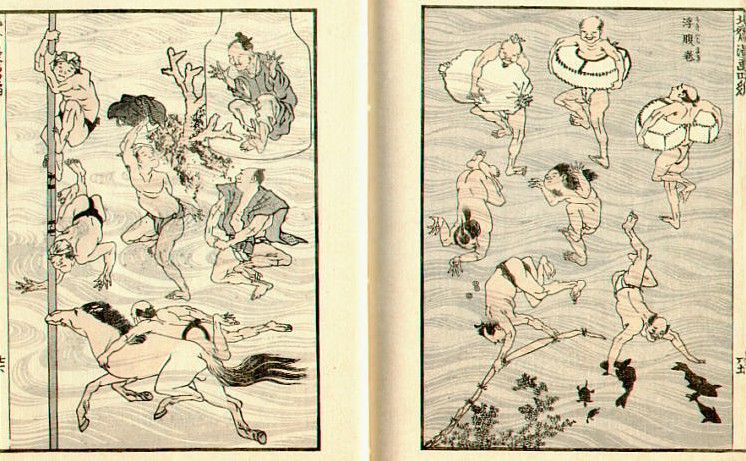
Imagen de unos bañistas de Hokusai manga.

Se dice que la historia del manga se origina a partir de pergaminos que datan del siglo XII y se cree que representan la base del sentido de lectura de derecha a izquierda. La palabra se volvió de uso común a finales del siglo XVIII. Manga es un término japonés que puede ser traducido como "historieta"; Los historiadores y escritores de la historia del manga han descrito dos procesos amplios y complementarios que dan forma al manga moderno. Sus puntos de vista difieren en cuanto a la importancia relativa que atribuyen al papel de los acontecimientos culturales y históricos posteriores a la Segunda guerra mundiaI frente al papel de la cultura y el arte japoneses de pre-guerra, Meiji, y pre-Meiji
Un punto de vista representado por escritores como Frederik L. Schodt, Kinko Ito y Adam L. Kern, enfatiza la continuidad de las tradiciones culturales y estéticas japonesas, incluyendo la cultura y el arte de pre-guerra, Meiji, y pre-Meiji. Otro punto de vista enfatiza los eventos ocurridos durante y después de la ocupación de Japón (1945–1952), y destaca fue fuertemente moldeado por las influencias culturales de Estados Unidos, incluyendo los cómics traídos a Japón por los soldados americanos y por imágenes y temas de la televisión, las películas y las caricaturas estadounidenses (especialmente Disney). Según Sharon Kinsella, el boom de la industria editorial japonesa ayudó a crear una sociedad orientada al consumidor en la que gigantes editoriales como Kōdansha podrían moldear el gusto popular.

## Antes de la Segunda Guerra Mundial
Se dice que el manga se origina en pergaminos que datan de los siglos XII y XIII. Durante el Período Edo (1603-1867), otro libro de ilustraciones, Toba Ehon, incorporó el concepto de manga. La palabra se volvió de uso común por primera vez a fines del siglo XVIII con la publicación de obras como Shiji no yukikai (1798) de Santō Kyōden, y a principios del siglo XIX con obras como Manga hyakujo (1814) de Aikawa Minwa y los famosos libros de Hokusai Manga (1814–1834) que contienen una variedad de dibujos provenientes de los cuadernos de bocetos deHokusai, célebre artista de ukiyo-e que vivió en el periodo 1760-1849. Rakuten Kitazawa (1876–1955) utilizó por primera vez la palabra  "manga" en su sentido moderno.

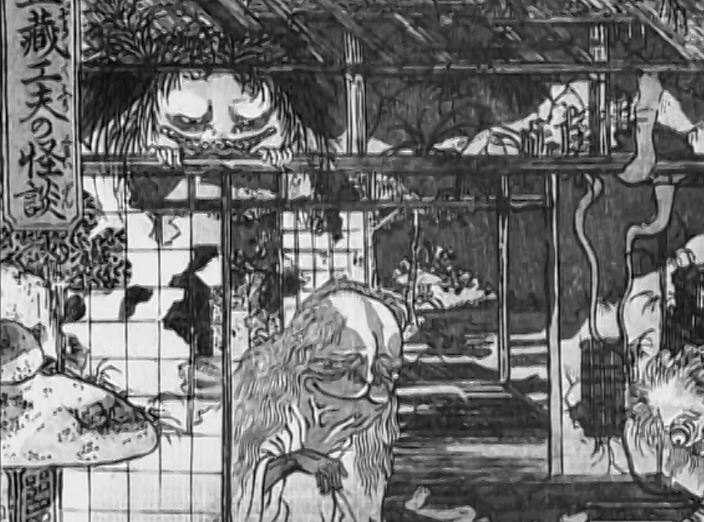
Ilustración de un bloque de madera japonés del

Algunos autores enfatizan la continuidad de las tradiciones culturales y estéticas como algo central en la historia del manga. Entre estos figuran Frederik L. Schodt, Kinko Ito, Adam L. Kern, y Eric Peter Nash. Schodt señala la existencia en el siglo XIII de rollos de imágenes ilustradas como Chōjū-jinbutsu-giga que cuentan historias humorísticas e ingeniosas a través de imágenes secuenciales. Schodt también destaca la continuidad del estilo estético y la visión entre los grabados en ukiyo-e, shunga y el manga moderno (los tres cumplen con los criterios establecidos por Will Eisner para el arte secuencial). Mientras que se discute si el primer manga fue Chōjū-jinbutsu-giga o Shigisa-engi fue, ambos pergaminos se remontan aproximadamente al mismo período de tiempo. Sin embargo, otros como Isao Takahata, cofundador y director del Studio Ghibli, sostienen que no hay relación entre los pergaminos y el manga moderno.
Schodt y Nash también ven un papel particularmente significativo para el  kamishibai, una forma de teatro callejero donde los artistas itinerantes mostraban imágenes en una caja de luz mientras narraban la historia a las audiencias en la calle. Torrance también señala las similitudes entre el manga moderno y la novela popular de Osaka entre las décadas de 1890 y 1940, y argumenta que el desarrollo de la alfabetización generalizada en el Japón Meiji y post-Meiji ayudó a crear audiencias para historias contadas mediante palabras e imágenes. Kinko Ito también arraiga históricamente el manga en la continuidad estética con el arte pre-Meiji, pero ve su historia posterior a la Segunda Guerra Mundial impulsada en parte por el entusiasmo del consumidor por las ricas imágenes y la narrativa de la tradición del manga en desarrollo. Ito describe cómo esta tradición ha producido constantemente nuevos géneros y mercados, por ejemplo, para el manga de chicas (Shōjo) a finales de la década de 1960 y para el de mujeres (Josei) en la década de 1980.

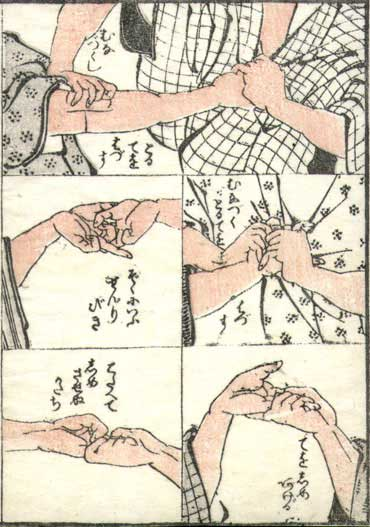
Hokusai manga (principios del)

Kern ha sugerido que los kibyoshi, libros ilustrados de fines del siglo XVIII, podrían haber sido los primeros cómics de la historia. Estas narrativas gráficas comparten temas humorísticos, satíricos y románticos del manga moderno. A pesar de que Kern no cree que los kibyoshi fueran un precursor directo del manga, para Kern la existencia de los kibyoshi demuestra la capacidad de los japoneses para mezclar palabras e imágenes convirtiéndolos en un medio popular de narración. el primer registro del uso del término  "manga" como "imágenes caprichosas o improvisadas" proviene de está tradición en 1798, lo que, según Kern, precede por varias décadas al uso de Hokusai en su Hokusai manga.
las revistas ilustradas para expatriados occidentales introdujeron las caricaturas satíricas de estilo occidental en Japón a finales del siglo XIX. Nuevas publicaciones tanto el estilo occidental como el japonés se volvieron populares, y a finales de 1890, suplementos de cómics de periódicos al estilo americano empezaron a a aparecer en Japón, así como también tiras cómicas americanas.1900 fue el año del debut de Jiji Manga en el periódico  Jiji Shinpō — el primer uso de la palabra  "manga" en su sentido moderno, y dónde en 1902, Rakute Kitazawa comenzó a publicar la historieta japonesa moderna. En la década de 1930s, las tiras cómicas fueron serializadas en revista mensuales para chicas y chicos de gran circulación y recopiladas en volúmenes de tapa dura.
De manera similar, Inoue ve el manga siendo una mezcla de elementos centrados en la imagen y la palabra, cada uno precediendo a la ocupación aliada de Japón. En su punto de vista, el arte japonés centrado en la imagen o "pictocéntrico" deriva en última instancia de la larga historia de Japón con el arte gráfico chino.[cita requerida] Mientras que el arte centrado en la palabra o "logocéntrico", como la novela, está estimulado por factores sociales y económicos de la era meiji y el Japón nacionalista de pre-guerra para una población unificada por un lenguaje escrito común. Ambos se fusionan en lo que Inoue ve como una simbiosis en el manga.
Las raíces de la mirada de ojos abiertos comúnmente asociada al manga se remontan a las ilustraciones de las revistas Shōjo desde finales del siglo XIX a comienzos del siglo XX. Los ilustradores más importantes asociados con ese estilo fueron Yumeji Takehisa y particularmente Jun'ichi Nakahara, quien, influenciado por su carrera como creador de muñecas, frecuentemente dibujaba personajes femeninos de ojos grandes a comienzos del siglo XX. Esto tuvo una significativa influencia en los primeros años del manga, particularmente en el manga shōjo, evidenciada en las obras de influyentes mangakas como Makoto Takahashi y Riyoko Ikeda.
Por otro lado, escritores como Takashi Murakami han enfatizado eventos posteriores a la Segunda Guerra Mundial, pero Murakami considera que la rendición de Japón y el bombardeo atómico de Hiroshima y Nagasaki han creado cicatrices duraderas en la psique artística japonesa, lo que, desde su punto de vista, le hizo perder su viril confianza en sí mismo y buscar consuelo en las imágenes inofensivas y lindas (kawaii). Sin embargo, Takayumi Tatsumi ve un papel especial para un transnacionalismo económico y cultural transpacífico que creó una cultura juvenil postmoderna y compartida internacionalmente de animaciones, películas, televisión, música y artes populares relacionados, lo que para Tatsumi fue el crisol en el que se ha desarrollado el manga moderno, junto con Norakuro.
Para Murakami y Tatsumi, el transnacionalismo (o globalización) se refiere específicamente  al flujo del material cultural y subcultural de un país a otro. En su uso, el término no se refiere a expansión empresarial internacional, tampoco a turismo internacionales transfronterizas, ni siquiera a amistades personales internacionales, sino a la forma en que las tradiciones artísticas, estéticas e intelectuales se influencian entre sí a través de las fronteras nacionales. Un ejemplo de transnacionalismo cultural es la creación de las películas de Star Wars en Estados Unidos, su transformación en manga por parte de artistas japoneses y la comercialización del manga de Star Wars en Estados Unidos. Otro ejemplo es la transferencia de la cultura del hip-hop de estados unidos a Japón. Wong también ve una mayor importancia del transnacionalismo en la historia reciente del manga.
Así, estos estudiosos ven la historia del manga como una participación histórica y discontinuidades entre el pasado estético y cultural en su interacción con la innovación y el transnacionalismo posteriores a la Segunda Guerra Mundial.

## Después de la Segunda Guerra Mundial
Después de la Segunda Guerra Mundial, los artistas japoneses dieron vida subsiguientemente a su propio estilo durante los años de ocupación (1945–1952) y desocupación (1952- principios de la década de 1960), cuando un Japón previamente militarista y ultranacionalista fue reconstruyendo la infraestructura política y económica. Pese a que las políticas de censura de las fuerzas de ocupación prohibían específicamente el arte y la escritura que glorificaran la guerra y el militarismo japonés, esas políticas no impedían la publicación de otros materiales, incluyendo el manga. Además, la Constitución de Japón de 1947 (Artículo 21) prohibía todas las formas de censura. El resultado fue el crecimiento de la creatividad artística en este período.
A la vanguardia de este período están dos series de manga y sus personajes que influyeron mucho en la historia futura del manga. Estos son Astro Boy  (1951) de Osamu Tezuka y Sazae-san (1946) de Machiko Hasegawa.
Astroboy era a la vez un robot superpoderoso y un niño pequeño e ingenuo. Tezuka nunca explicó el porqué Astro Boy tenía una consciencia social altamente desarrollada ni qué tipo de programación robótica podría hacerlo tan afiliativo. Ambas cualidades son innatas a Astro Boy, y representan la sociabilidad japonesa y una masculinidad orientada a la comunidad que diferia mucho del culto al emperador y la obedencia militarista impuesta durante el periodo anterior del imperialismo japónes. Astro Boy rápidamente se volvió (y se mantiene) inmensamente popular en Japón y otros lugares del planeta como un ícono y héroe de un nuevo mundo lleno de paz y renuncia a la guerra, como también se ve reflejado en el artículo 9 de la constitución japonesa Temas similares se ven en otras obras de Tezuka como  New World y Metropolis.
En contraste, Sazae-san ("Señorita Sazae") empezó a ser publicado en 1946 por Machiko Hasegawa, una joven artista que hizo de su heroína una inspiración para millones de hombres japoneses y, especialmente, mujeres sin hogar debido a la guerra. Sazae-san no se enfrentaba a una vida fácil o simple, pero, al igual que Astro Boy, ella es altamente afiliativa y está profundamente involucrada con su familia tanto inmediata como extendida. También es un personaje fuerte, en un marcado contraste con los principios neo-confucionistas de la sumisión femenina y la obediencia propia  "de la buena esposa, madre sabia " (良妻賢母, ryōsai kenbo) ideal inculcado por el anterior regimen militar. Sazae-san enfrenta al mundo con alegre resistencia , lo que Hayao Kawai llama "mujer de gran vigor." Sazae-san vendió más de 62 millones de ejemplares durante el medio siglo siguiente.
Tezuka y Hasegawa también fueron innovadores estilísticos. En la técnica "cinematográfica" de Tezuka, los paneles son como una película que revela detalles de la acción a cámara lenta, así como zooms rápidos desde la distancia hasta tomas de primeros planos. Más críticamente, Tezuka sincronizó la colocación del panel con la velocidad de visualización del lector para así simular imágenes en movimiento. Así pues tanto en la producción de manga como en la de películas, la persona que decide la asignación de paneles (Komawari) es acreditada como autora mientras que la mayoría de los dibujos son realizados por los asistentes. Esta clase de dinamismo visual fue ampliamente adoptado por los posteriores mangakas. El enfoque de Hasegawa en la vida diaria y las experiencias de las mujeres caracterizo lo que más tarde sería conocido como manga Shōjo
Entre 1950 y 1969 surgieron audiencias cada vez más grandes para el manga en Japón con la solidificación de sus dos géneros demográficos principales, el manga shōnen dirigidos a los chicos adolescentes y el manga shōjo dirigido a las chicas. Hasta 1969, el shōjo manga era creado principalmente por hombres adultos para jóvenes lectoras.
Dos mangas populares para chicas de autoría masculina en este periodo fueron Ribon no Kishi (La Princesa caballero) de Osamu Tezuka y   Mahōtsukai Sarii (Sally, la bruja) de Mitsuteru Yokoyama. Ribon no Kishi trataba las aventuras de la Princesa Sapphire en un reino de fantasía habiendo nacido con almas masculina y femenina, y cuyas batallas y romances con espadas desdibujaban los límites de unos roles de género por lo demás rígidos. Sarii, la princesa heroína pre-adolescente de Mahōtsukai Sarii, vino de su hogar en las tierras mágicas para vivir en la tierra, ir a la escuela, y realizar una serie de buenas acciones mágicas para sus amigos y compañeros de clase. Mahōtsukai Sarii fue inspirada en el show de televisión    Bewitched, pero a diferencia de Samantha, el personaje principal de  Bewitched, una mujer casada que tenía una hija, Sarii es una pre-adolescente que afronta los problemas de crecer y dominar las responsabilidades de la inminente adultez. Mahōtsukai Sarii ayudó a crear el ahora muy popular subgénero de mahō shōjo o "magical girl". Ambas series fueron y siguen siendo muy populares.

### Manga shōjo
En 1969, un grupo de mujeres artistas de manga luego nombrado Grupo del 24 (conocido también como Magníficos 24) debutaron en el mundo del Shōjo manga (grupo del 24 proviene del nombre japonés de 1949, año en el que nacieron muchas de estás artistas). El grupo incluía a Hagio Moto, Riyoko Ikeda, Yumiko Ōshima, Keiko Takemiya y Ryoko Yamagishi, y supusieron la primera gran entrada de las mujeres artistas al manga. A partir de ese momento, el manga shōjo sería creado principalmente por artistas femeninas para una audiencia de chicas adolescentes y mujeres jóvenes.
En 1971, Ikeda comenzó a publicar su inmensamente popular manga shōjo Berusaiyu no Bara (La Rosa de Versalles), la historia de Oscar François de Jarjayes, una mujer travestida que capitaneó a la guardia de palacio de María Antonieta en la Francia monárquica. Al final, Oscar muere como una revolucionaria liderando a sus tropas contra la Bastilla. Igualmente, las obras de Hagio Moto desafiaron los límites neo-confucianistas a los roles y actividades de las mujeres En su obra de 1975 They Were Eleven, una historia  shōjo de ciencia ficción sobre una joven cadete en una academia espacial futurista.
Estas artistas también crearon considerables innovaciones estilísticas. En su enfoque de las experiencias y sentimientos externos de las heroínas, los mangas shōjo eran considerados "poesía en imágenes" con diseños delicados y complejos que suelen eliminar completamente los bordes de los paneles para crear extensiones de tiempo prolongadas y no narrativas. Todas estas innovaciones (personajes femeninos fuertes e independientes, intensa emocionalidad, diseños complejos) permanecen como características del manga shōjo hasta la actualidad.

### Mangashōjoy Josei desde 1975 hasta hoy
En las décadas siguientes (1975–presente), el manga shōjo continuó desarrollándose estilísticamente al mismo tiempo que evolucionaban subgéneros diferentes pero superpuestos. los principales subgéneros fueron el romance, superheroínas, y  "Ladies Comics" (en japonés, redisu レディース, redikomi レディコミ, y  josei 女性 じょせい), cuyos límites a veces son indistinguibles entre sí y del manga  shōnen.
En Bildungsroman, el protagonista debe lidiar con la adversidad y el conflicto, y ejemplos en manga shōjo de conflicto amoroso son comunes. Estos incluyen a  Peach Girl de Miwa ueda, Mars de Fuyumi Soryo, y, para lectoras mayores, Happy Mania de Moyoco Anno, Tramps Like Us deYayoi Ogawa, y  Nana de Ai Yazawa. En otro convencionalismo del género  shōjo Bildungsroman,la joven heroína es transportada a un lugar o tiempo alienígena donde conoce a extraterrestres y debe sobrevivir por su cuenta (incluyendo They Were Eleven de Hagio Moto, From Far Away de Kyoko Hikawa Fushigi Yûgi: The Mysterious Play de Yū Watase y  The World Exists For Me de Chiho Saitō).
Otro convencionalismo involucra conocer gente y seres inusuales o extraños, por ejemplo  Fruits Basket de Natsuki Takaya cuya heroína huérfana Tohru debe sobrevivir viviendo en los bosques en un casa llena de gente que puede transformarse en animales del horóscopo chino. En Crescent Moon de Harako Iida, la heroína Mahiru conoce a un grupo de seres sobrenaturales para al final de descubrir que ella misma tiene un ancestro sobrenatural cuando ella y el joven demonio Tengu se enamoran.
Con las superheroínas, el manga shōjo continuó separándose de las normas neo-confucionistas de sumisión y obediencia femenina. Sailor Moon de Naoko Takeuchi(Bishōjo Senshi Sēramūn: "Pretty Guardian Sailor Moon") es una narración sostenida en 18 volúmenes sobre un grupo de jóvenes heroínas simultáneamente heroicas e introspectivas, activas y emocionales, obedientes y ambiciosas. La combinación demostró ser extremadamente exitosa y Sailor Moon se hizo popular internacionalmente tanto en el formato manga como en el anime. Otro ejemplo es  Magic Knight Rayearth de CLAMP, cuyas tres jóvenes heroínas Hikaru, Umi y Fuu, son transportadas al mundo mágico de Cefiro para volverse guerreras mágicas al servicio de la salvación de Cefiro de enemigos internos y externos.
El subgénero de superheroínas también desarrolló ampliamente la noción de equipos (sentai) o chicas trabajando juntas como las "Sailor Senshi" en Sailor Moon, las Magic Knights en Magic Knight Rayearth, y las Mew Mew girls de Tokyo Mew Mew de Mia Ikumi. Hoy en día, el modelo narrativo de superheroínas ha sido ampliamente usado y parodiado dentro de la tradición del manga   shōjo (por ejemplo,Wedding Peach de Nao Yazawa e Hyper Rune de Tamayo Akiyama) y fuera de esa tradición, por ejemplo en comedias bishōjo como Galaxy Angel de Kanan.
A mediados de la década de los 80 y después, como las chicas que habían leído manga shōjo como adolescentes maduraron y entraron al mercado laboral, el manga shōjo elaboró subgéneros dirigidos a mujeres en sus veintes y treintas. estos "Ladies Comic" o redisu-josei tuvieron que vérselas con temas propios de la edad adulta: trabajos, las emociones y problemas de las relaciones sexuales y las amistades o el amor entre mujeres.
El manga Redisu conserva mucho de los estilos narrativos del manga shōjo pero ha sido dibujado y escrito para mujeres adultas. El manga Redisu y su arte frecuentemente han sido, aunque no siempre, sexualmente explícitos, pero el contenido se ha caracterizado por las temáticas narrativas de placer y excitación erótica combinada con riesgo emocional. Ejemplos incluyen a Luminous Girls de Ryō Ramiya, Kinpeibai de  Masako Watanabe y la obra de Shungicu Uchida Otro subgénero del manga shōjo-redisu lidia con las relaciones emocionales y sexuales entre mujeres emotional and (akogare y yuri), en obras de Erica Sakurazawa, Ebine Yamaji, y Chiho Saito. Otros subgéneros del manga  shōjo-redisu también han sido desarrollados ,como por ejemplo, manga de moda (oshare) como Paradise Kiss de Ai Yazawa  y manga de terror vampiro-gótico, como Vampire Knight de Matsuri Hino, Cain Saga de Kaori Yuki,y  DOLL de  Mitsukazu Mihara', Los cuáles interactúan con la moda callejera, juego de disfraces ("cosplay"), música J-Pop, y la subcultura gótica de diferentes maneras.
A principios del siglo 21, el manga para mujeres y chicas representa un amplio espectro desde material para pre- adolescentes y adolescentes hasta material para mujeres adultas.

### Manga Shōnen,seinen,yseijin
El manga para lectores masculinos puede caracterizarse de diferentes maneras. Una es mediante la edad de la audiencia a la que va dirigida: chicos por debajo de los 18 años (manga shōnen ) y hombres jóvenes de 18 a 30 años (manga seinen). Otra opción es mediante el contenido, incluyendo acción-aventura que frecuentemente involucra a héroes masculinos, humor slapstick, temas de honor y, a veces, sexo explícito. El japonés utiliza diferentes kanji para dos significados estrechamente relacionados de "seinen"—青年 para "jóvenes, hombres jóvenes" y 成年 para "adulto, mayoría de edad"—el segundo se refiere al manga pornográfico dirigido a hombres adultos, también llamado manga seijin ("adulto," 成人). El manga Shōnen, seinen, y seijin comparten un número de características en común.
Los chicos y hombres jóvenes estuvieron entre los primeros lectores de manga después de la Segunda Guerra Mundial. Desde los años 50, el manga shōnen se centró en temas de interés para el chico arquetípico: temas de ciencia ficción como robots y viajes espaciales, y acción-aventura heroica. las primeras narrativas del manga shōnen y seinen frecuentemente presentaban desafíos para las habilidades, destreza y madurez del protagonista, enfatizando la autoperfección, la autodisciplina austera, el sacrificio en la causa del deber, y el servicio honorable a la sociedad, la comunidad, la familia y los amigos.
Mangas con superhéroes solitarios disfrazados como Superman, Batman y Spider-Man no se volvieron populares como parte del género shōnen con la excepción de Batman: Child of Dreams de Kia Asamiya publicado en Estados Unidos por DC Comics y en Japón por Kodansha. De todas formas, antihéroes solitarios como Takao Saito Golgo 13 de Takao Saito y Lone Wolf and Cub de Koike y Kojima. Golgo 13 trata sobre un asesino que pone sus habilidades al servicio de un mundo pacifico y otros fines sociales y Ogami Itto, el "héroe" espadachín de Lone Wolf and Cub es un viudo que cuida de su hijo Daigoro mientras busca vengarse de los asesinos de su esposa.                                               Sin embargo, Golgo y Itto se mantienen en todo momento como hombres corrientes y ninguno presenta superpoderes. En cambio, estas historias " Viajan en los corazones y mentes de los hombres" manteniéndose en el plano de la psicología y las motivaciones humanas
Muchos manga shōnen tienen temáticas de ciencia ficción y tecnología. Ejemplos tempranos en el subgénero de robots incluyen Astro Boy de Osamu Tezuka y  Doraemon de Fujiko F. Fujio sobre un gato robot y un niño que vive con él, que estaba dirigido a niños más pequeños. la temática de los robots evolucionó extensivamente, desde  Tetsujin 28-go de Mitsuteru Yokoyama hacia historias más complejas donde el protagonista no solo debe vencer enemigos, sino aprender a dominarse y cooperar con el mecha al que controla. Así, en Neon Genesis Evangelion de Yoshiyuki Sadamoto, Shinji lucha contra el enemigo y contra su padre y en la Tenku no Escaflowne de Katsu aki, Van no solo pelea contra el imperio Dornkirk sino que también debe lidiar con sentimientos complejos por Hitomi, la heroína.
La temática deportiva también es popular entre los lectores masculinos Estas historias destacan la autodisciplina, mostrando no solo la emoción de las competencias deportivas sino también los rasgos del personaje del héroe necesita transcender sus limitaciones y triunfar. Ejemplos incluyen el boxeo ( Ashita no Joe de Tetsuya Chiba y One-Pound Gospel de Rumiko Takahashi) y baloncesto ( Slam Dunk de Takehiko Inoue).
Los escenarios sobrenaturales también han sido otra fuente para tramas de acción y aventura en el shōnen y a veces también en el manga shōjo en los que el héroe debe dominar los desafíos a los que ha de hacer frente. A veces el protagonista falla, como en  Death Note de Tsugumi Ōba y Takeshi Obata, donde el protagonista Light Yagami recibe el cuaderno de un dios de la muerte  (shinigami) que mata a cualquiera cuyo nombre sea escrito en él, y, en un ejemplo de manga shōjo, The Demon Ororon de Hakase Mizuki, cuyo protagonista abandona su realeza demoníaca del infierno para vivir y morir en la tierra. A veces el protagonista en sí es sobrenatural, como en Hellsing de Kohta Hirano, donde el héroe vampiro Alucard combate a nazis resucitados dispuestos a conquistar Inglaterra, pero también puede ser (o haber sido) humano, peleando contra una serie cada vez mayor de enemigos sobrenaturales (Fullmetal Alchemist de Hiromu Arakawa, Flame of Recca de Nobuyuki Anzai y Bleach de Tite Kubo).
Military action-adventure stories set in the modern world, for example, about WWII, remained under suspicion of glorifying Japan’s Imperial history and have not become a significant part of the shōnen manga repertoire. Nonetheless, stories about fantasy or historical military adventure were not stigmatized, and manga about heroic warriors and martial artists have been extremely popular. Some are serious dramas, like Sanpei Shirato's The Legend of Kamui and Rurouni Kenshin by Nobuhiro Watsuki, but others contain strongly humorous elements, like Akira Toriyama's Dragon Ball.
Aunque hay historias sobre la guerra moderna y sus armas, estas lidian más o menos con los problemas psicológicos y morales de la guerra en vez de ser acción sin sentido. Ejemplos incluyen Who Fighter de Seiho Takizawa, una reimaginación de El corazón de las tinieblas de Joseph Conrad sobre un coronel japonés renegado ambientada en la Birmania de la Segunda Guerra Mundial, The Silent Service de Kaiji Kawaguchi, sobre un submarino nuclear japonés, y Apocalypse Meow de Motofumi Kobayashi, sobre la guerra de Vietnam contado a través de animales antropomórficos. Otros manga de acción y combate se centran en conspiraciones criminales y de espionaje que deben ser superadas por el protagonista, tales como Crying Freeman de Kazuo Koike y Ryōichi Ikegami, City Hunter de Hojo Tsukasa, y la serie shōjo From Eroica with Love de Yasuko Aoike, un larga serie de crimen y espionaje que combina aventura, acción y humor (y otro ejemplo de cómo estos temas transcienden demografías).
Para los críticos de manga Koji Aihara y Kentaro Takekuma, Esas historias de batallas repiten sin cesar los mismos temas sin sentido de la violencia, a los que sarcásticamente llaman  "Shonen Manga Plot Shish Kebob", donde batallas siguen a otras batallas como carne enlatada en una fabrica. Otros comentaristas sugieren que las secuencias de batalla y violencia en los comics sirven como salida social para los que de otra manera serían impulsos peligrosos. El manga shōnen y su guerrero extremo han sido parodiados, por ejemplo en la comedia screwball Sargento Keroro.(Keroro Gunso) de Mine Yoshizaki,sobre un pelotón de holgazanes ranas alienígenas que invaden la Tierra y terminan viviendo a expensas de la familia Hinata en Tokio.

#### Los roles femeninos en los mangas dirigidos al público masculino
En los primeros manga shōnen, los hombres y los chicos era quienes tenían los roles importantes, con las mujeres y chicas teniendo solo papeles auxiliares como hermanas, madres y ocasionalmente novias. De los nueve ciborgs en la obra de Shotaro Ishinomori, Cyborg 009, solo uno era mujer y pronto quedó fuera de la acción. Algunos manga shōnen recientes directamente omiten a las mujeres, por ejemplo, la historia de artes marciales Baki the Grappler de Itagaki Keisuke y la fantasía sobrenatural Sand Land de Akira Toriyama. Sin embargo, para la década de los 80's, las chicas y mujeres empezaron a tener roles importantes en el manga shōnen, por ejemplo, Dr. Slump, cuyo personaje principal es la traviesa y poderosa chica robot Arale Norimaki.
El rol de las chicas y las mujeres en el manga para lectores masculinos ha evolucionado considerablemente desde Arale. Un arquetipo es la chica bonita  (bishōjo). A veces la mujer es inalcanzable, pero a menudo es objeto del interés emocional y sexual del héroe, como Belldandy de Aa! Megami -sama de Kōsuke Fujishima y Shao-lin de Mamotte shugogetten de Minene Sakurano. En otras historias, el héroe está rodeado tanto por chicas como por mujeres, como en Negima de Ken Akamatsu y Hanaukyo Maid-tai de Morishige. El protagonista masculino no siempre tiene éxito formando una relación con la mujer, por ejemplo cuando Bright Honda y Aimi Komori no logran estar juntos en  Shadow Lady de Masakazu Katsura. En otros casos, las actividades sexuales de una pareja exitoso son representadas o implícitas, como en Outlanders por Johji Manabe. Otras historias presentan a un inicialmente ingenuo héroe aprendiendo subsiguientemente cómo lidiar y vivir con mujeres emocional y sexualmente, como Yota en Video Girl Ai por Masakazu Katsura, el hombre del tren en Densha Otoko por Hidenori Hara, y Makoto en Futari Ecchi por Katsu Aki. En el manga erótico (manga seijin), frecuentemente llamado manga hentai en Occidente, una relación sexual se da por sentada y es representada explícitamente, como en las obras de Toshiki Yui y en Were-Slut por Jiro Chiba y Slut Girl por Isutoshi. El resultado es una variedad de representaciones de niños y hombres desde ingenuos hasta muy acostumbrados a la sexualidad.
Las guerreras femeninas (sentō bishōjo) representan otra clase de chicas y mujeres en el manga para lectores masculinos. Algunas sentō bishōjo son cyborgs de batalla, como Alita de  Battle Angel Alita por Yukito Kishiro, Motoko Kusanagi en  Ghost in the Shell de Masamune Shirow, y Chise de Saikano de Shin Takahashi.Otras son humanas, como Attim M-Zak de Seraphic Feather por Hiroyuki Utatane, Karula Olzen en Drakuun de Johji Manabe, y Alita Forland (Falis) de Murder Princess por Sekihiko Inui
A partir de 2013 las leyes nacionales de censura y las ordenanzas locales permanecen en Japón y la respuesta pública a la publicación de manga con contenido sexual o la representación de desnudos ha sido mixta. Las series tienen audiencia y se venden bien, pero su publicación también encuentra oposición. A principios de los años noventa la oposición resultó en la creación de listas de mangas dañinos y un cambio en la industria editorial. Para aquel entonces las grandes editoriales habían creado una demanda general de manga, pero una consecuencia de ello fue que también se habían vuelto susceptibles a la opinión pública en sus mercados. Ante las críticas de ciertos sectores de la población y bajo la presión de los grupos industriales para autorregularse, las grandes casas editoriales interrumpieron series como Angel y 1+2=Paradise, mientras las editoriales más pequeñas, no tan susceptibles a estas fuerzas, fueron capaces de llenar el vacío.
Con la relajación de la censura en Japón después de principios de la década de los noventas, aparecieron varias formas de contenido sexual dibujado gráficamente en manga destinado a lectores masculinos que, en consecuencia, ocurrieron en traducciones al inglés. Estas representaciones iban desde la desnudez parcial hasta la total pasando por el sexo implícito o explícito pasando también por el sadomasoquismo (SM), el incesto, la violación y, a veces, la zoofilia (bestialidad). En algunos casos, los temas de  violación y asesinato por lujuria pasaron a primer plano como en Urotsukidōji de Toshio Maeda y Blue Catalyst de 1994 por Kei Taniguchi, pero estos elementos extremos no son de uso común tanto en manga traducido como no traducido.

### Gekiga
Gekiga significa literalmente "imágenes dramáticas" y se refiere a una forma de realismo estético en el manga. El estilo de narración del gekiga tiende a ser emocionalmente oscuro, orientado a un público adulto y a veces profundamente violento, centrándose en las realidades cotidianas de la vida, frecuentemente dibujada de una manera áspera. El Gekiga surgió a finales de los años cincuenta y en los sesenta en parte debido al activismo político de izquierdas por parte de los estudiantes y la clase obrera y parcialmente de la insatisfacción estética de jóvenes artistas de manga como Yoshihiro Tatsumi con el manga hecho hasta ese entonces. Ejemplos incluyen Crónicas de los logros militares de un ninja (Ninja Bugeichō) de Sanpei Shirato, la historia de Kagemaru, el líder de una rebelión campesina en el siglo XVI, que lidia directamente con la opresión y la lucha de clases, y Satsuma Gishiden de Hiroshi Hirata, sobre los levantamientos contra el shogunato tokugawa.
El Gekiga puede ser visto como el equivalente japonés de la cultura de la novela gráfica que ocurría en Europa (Hugo Pratt, Didier Comès, Jacques Tardi) y en los Estados Unidos (Contrato con Dios de Will Eisner, Maus de Art Spiegelman, los trabajos autobiográficos de Robert Crumb) y, en Sudamérica, (Alberto Breccia, Héctor Oesterheld). Por esa razón editoriales típicas de novelas gráficas como Drawn & Quaterly y Fantagraphics books empezaron a publicar muchas versiones en inglés de destacados gekiga en años más recientes.
Cuando las protestas sociales de esos primeros años se desvanecieron, el gekiga desvió su significado del drama adulto con conciencia social hacia la vanguardia. Ejemplos incluyen Kozure Ōkami y Akira, una historia apocalíptica sobre bandas de motociclistas, guerras callejeras, y inexplicables transformaciones de niños en un Tokio futurista. Otro ejemplo es el manga MW de Osamu Tezuka,una historia amarga sobre las secuelas del almacenamiento y la posiblemente deliberada liberación de gas venenoso por las fuerzas armadas estadounidenses en Okinawa años después de la Segunda Guerra Mundial El Gekiga y la consciencia social que encarna se mantienen vivos en el manga moderno. Un ejemplo es Ikebukuro West Gate Park por Ira Ishida y Sena Aritou, una historia de matones callejeros, violación y venganza ambientada en los márgenes sociales del rico distrito de Ikebukuro en Tokio.